# Jean-Baptiste Nolin
Jean-Baptiste Nolin (1657 – 1725) è stato un incisore francese.
Incisore francese, Nolin si dedicò alla produzione di carte geografiche, che ebbero notevole fortuna commerciale. Ciò gli valse il titolo di incisore del re di Francia Luigi XIV (1638-1715) e di geografo del Duca di Orléans (1674-1723). Tali titoli furono in effetti usurpati, poiché Nolin si serviva dei lavori di Guillaume Delisle (1675-1726). Questi nel 1705 gli fece causa, riuscendo a farlo condannare come plagiario. Il Museo Galileo di Firenze conserva un globo celeste da lui inciso su disegno di Arnold Deuvez per il cartografo Vincenzo Coronelli.